# 森まさこ
森 まさこ（森 雅子、もり まさこ、1964年〈昭和39年〉8月22日 - ）は、日本の政治家、弁護士。自由民主党所属の参議院議員（4期）、自由民主党人事局長。本名は「三好 雅子（みよし まさこ）」。
弁護士を経て、金融庁で検査局金融証券検査官や総務企画局課長補佐を歴任し、第21回参議院議員選挙で初当選。
初当選後、内閣総理大臣補佐官（LGBT理解増進担当）（第2次岸田第1次改造内閣）、同（女性活躍担当）（第2次岸田内閣・第2次岸田第1次改造内閣）、法務大臣（第102代）、女性活力・子育て支援担当大臣、内閣府特命担当大臣（消費者及び食品安全、少子化対策、男女共同参画）・特定秘密保護関連担当大臣（第2次安倍内閣）、参議院環境委員長、同行政監視委員長、自由民主党参議院筆頭副幹事長、同女性活躍推進特別委員会委員長、同女性活躍推進本部長、同治安・テロ調査会長、同環境部会長、同副幹事長、同法務部会長を歴任した。

## 来歴

### 生い立ち
福島県勿来市（現いわき市）出身。12歳の時、全財産を失った父親が弁護士に救われたのをきっかけに、自身も弁護士を志望した。いわき市立植田小学校、いわき市立植田中学校、福島県立磐城女子高等高校（現福島県立磐城桜が丘高等学校）、東北大学法学部（国際政治学ゼミ）卒業。大学時代の同期に枝野幸男がいる。大学卒業後、1992年に27歳で司法試験に合格。司法修習47期（同期に西脇亨輔、加藤武徳）を経て、1995年に弁護士登録。消費者弁護士として活躍。
1998年、独立し法律事務所を設立する。翌1999年、日本弁護士連合会による人権弁護士育成のためのアメリカ合衆国留学制度を利用し、出産したばかりの長女を連れて渡米。ニューヨーク大学ロー・スクールに入学した。米国留学中、金融の専門知識の必要性を痛感した。帰国後2005年に、金融庁に入庁。総務企画局企画課信用制度参事官室課長補佐を務める。その他、日本弁護士連合会消費者問題対策委員やニューヨーク大学ロー・スクール客員研究員を歴任した。金融庁入庁の翌年に選挙に出馬しているため勤務期間は短い。金融庁時代での職場仲間には豊田真由子がいる。

### 政治家として

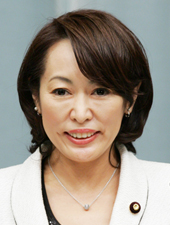
入閣時の記者会見にて（2012年6月1日）

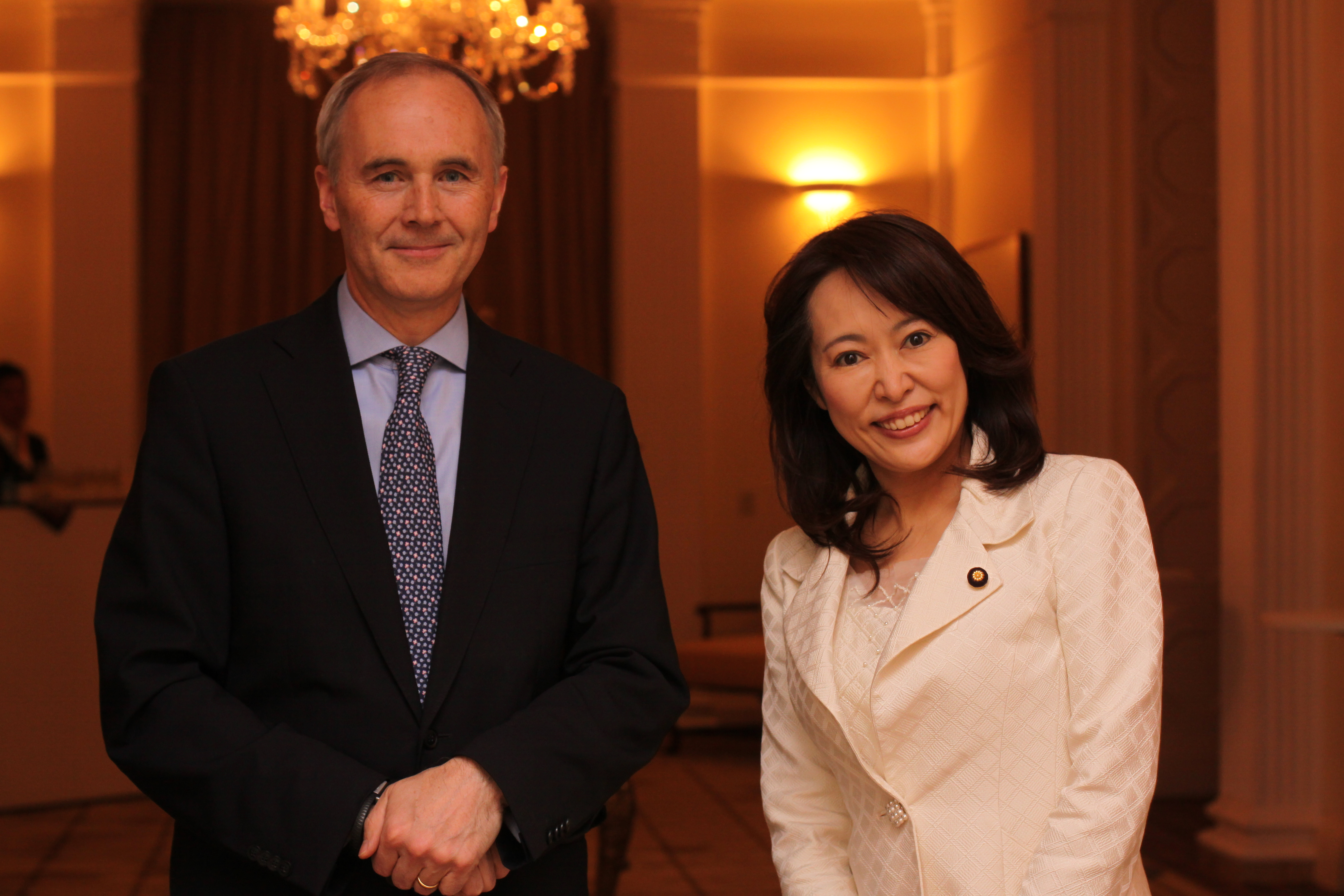
日本駐箚英国大使公邸にて日本駐箚英国特命全権大使ティモシー・ヒッチンズ（左）と（2015年4月1日）

2006年、佐藤栄佐久の辞職に伴う福島県知事選挙に自由民主党・公明党・新党日本の推薦を受けて無所属で立候補したが、民主党が擁立した前参議院議員の佐藤雄平に敗れた。
2007年第21回参議院議員通常選挙に自民党公認で福島県選挙区から立候補し、初当選。当選直後の2007年自由民主党総裁選挙では福田康夫を支持し、半年後に福田が所属する町村派へ入会した。2008年自由民主党総裁選挙では与謝野馨、2009年自由民主党総裁選挙では谷垣禎一の推薦人名簿にそれぞれ名を連ねた。2009年自民党法務部会長。
2010年4月自民党が設置した政権力委員会（ネクスト・ジャパン）では治安・法務・政治改革担当に就任。同年9月、政権力委員会の廃止に代わり新設された自由民主党シャドウ・キャビネットで影の法務副大臣に起用された。同年の参議院議員会長選挙では、元外務大臣・中曽根弘文の推薦人に名を連ねた（中曽根は参議院幹事長の谷川秀善を破り当選）。2012年、参議院行政監視委員長に就任。同年12月、第2次安倍内閣では当選1回ながら初入閣し、内閣府特命担当大臣（消費者及び食品安全、少子化対策、男女共同参画）に就任した。同時に国務大臣としての所管事項として、女性活力・子育て支援を担当することになった。
2013年7月21日の第23回参議院議員通常選挙で2選。同年9月17日からは、特定秘密保護法案の成立を目指し、特定秘密保護関連の担当大臣も兼務した。2014年9月の内閣改造で退任。2015年10月23日、自民党環境部会長に就任。2016年、参議院環境委員長に就任。2017年、自民党治安・テロ対策調査会長 (2019年11月まで3期) 。2018年、自民党女性活躍推進本部長。

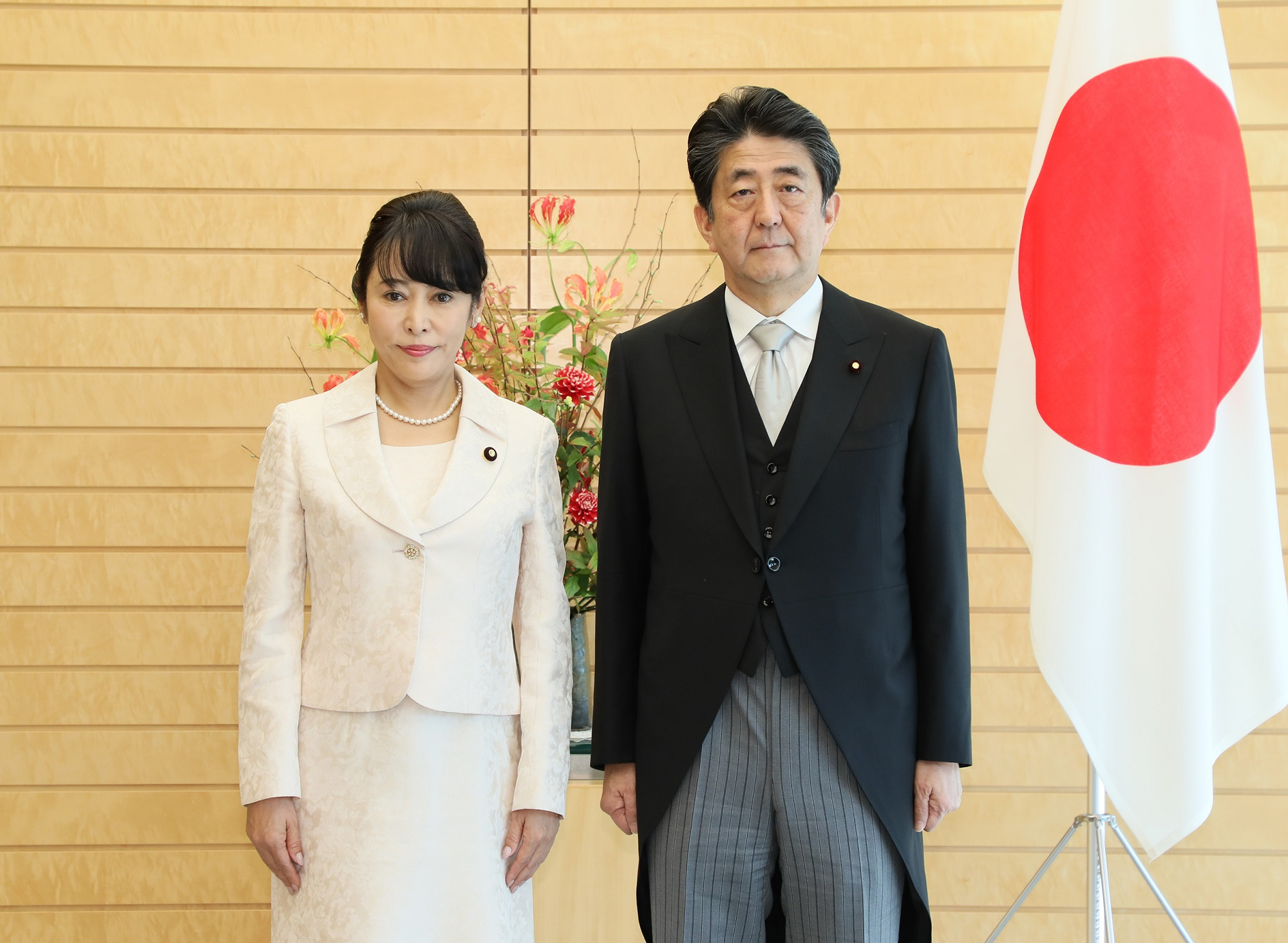
2019年、法務大臣就任時に内閣総理大臣安倍晋三と

2019年7月21日の第25回参議院議員通常選挙で3選。同年10月31日法務大臣を務めていた河井克行が妻案里の選挙違反疑惑の責任を取り辞任したことに伴い後任として同日付で法務大臣に就任した。
2019年12月26日、福岡一家4人殺害事件の犯人である中国人死刑囚に対する死刑の執行を命令した。
2020年2月27日、野党4党から不信任決議案が提出された（法務大臣としては歴代5人目）が、与党の反対多数で否決された。
同年5月22日、黒川弘務東京高等検察庁検事長が、新型コロナウイルス感染症流行拡大に伴う緊急事態宣言が出されている期間中に都内の新聞記者宅で賭け麻雀を行っていた責任をとり、高検検事長を辞職した問題を受け、森は安倍晋三内閣総理大臣に進退伺を提出したが、安倍首相から慰留され辞任しないことを明らかにした。
同年9月16日、安倍内閣総辞職に伴い、法務大臣を退任。
2021年11月10日、第2次岸田内閣において内閣総理大臣補佐官（女性活躍担当）に就任。2022年8月10日、第2次岸田改造内閣で再任。
2023年2月17日より第2次岸田改造内閣において内閣総理大臣補佐官（LGBT理解増進担当）を兼任。
同年9月13日、第2次岸田第2次改造内閣発足をもって両補佐官職を退任。
2024年7月25日、翌年7月の第27回参議院議員通常選挙の福島県選挙区公認候補として擁立することが自民党から発表された。
同年9月27日に行われた自民党総裁選挙において上川陽子の推薦人に名を連ねた。石破茂、高市早苗、小泉進次郎の3人が競り合う構図が固まった終盤、かつて自民党参議院幹事長として、また、安倍派の参議院議員グループ「清風会」（約40人）会長として権勢をふるっていた世耕弘成が総裁選の裏側で動き始めた。世耕は裏金問題で離党勧告を受けた4月4日に離党していたが、高市に票をまとめようと、旧安倍派の参議院議員に働きかけた。9月27日総裁選執行。高市は麻生太郎と世耕の力添えで票を上乗せし、1回目の投票で1位となり、決選投票で石破に敗れた。世耕に反発し石破に投じた議員もいたとされる。森は1回目の投票では上川に投じ、決選投票では石破に投じた。
2025年3月5日、参議院予算委員会基本的質疑（第1日目）において、復興財源関連の質問について、財務省より圧力をかけられたことを暴露した（後述）。
2025年7月20日投開票の第27回参議院議員通常選挙で4選。

## 政策・主張

### 憲法
- 憲法改正についての各メディアのアンケートの結果は以下のとおり。
  - 2013年 - 毎日新聞社には「賛成」と回答[32]。
  - 2019年 - 朝日新聞社には「どちらとも言えない」と回答[33]。
  - 2025年 - NHKには「賛成」と回答[34]。

- 憲法9条の改正について、2013年の毎日新聞社のアンケートで回答しなかった[32]。9条への自衛隊の明記について、2025年のNHKのアンケートで「賛成」と回答[34]。

- 憲法を改正し緊急事態条項を設けることについて、2025年のNHKのアンケートで「賛成」と回答[34]。

### 外交・安全保障
- 「集団的自衛権を行使できるよう、憲法解釈を見直すべきだ」との問題提起に対し、2013年の毎日新聞社のアンケートで、選択肢以外の回答をした[32]。

- 「他国からの攻撃が予想される場合には先制攻撃もためらうべきではない」との問題提起に対し、2019年の朝日新聞社のアンケートで「反対」と回答[33]。

- 「北朝鮮に対しては対話よりも圧力を優先すべきだ」との問題提起に対し、2019年の朝日新聞社のアンケートで「どちらとも言えない」と回答[33]。

- 普天間基地の移設問題について、2013年の毎日新聞社のアンケートで「名護市辺野古に移設すべき」と回答[32]。

- 日本による過去の植民地支配と侵略を認めて謝罪した「村山談話」の見直し論議について、2013年の毎日新聞社のアンケートで「見直すべきではない」と回答[32]。

- 従軍慰安婦に対する旧日本軍の関与を認めた「河野談話」の見直し論議について、2013年の毎日新聞社のアンケートで「見直すべきではない」と回答[32]。

### ジェンダー

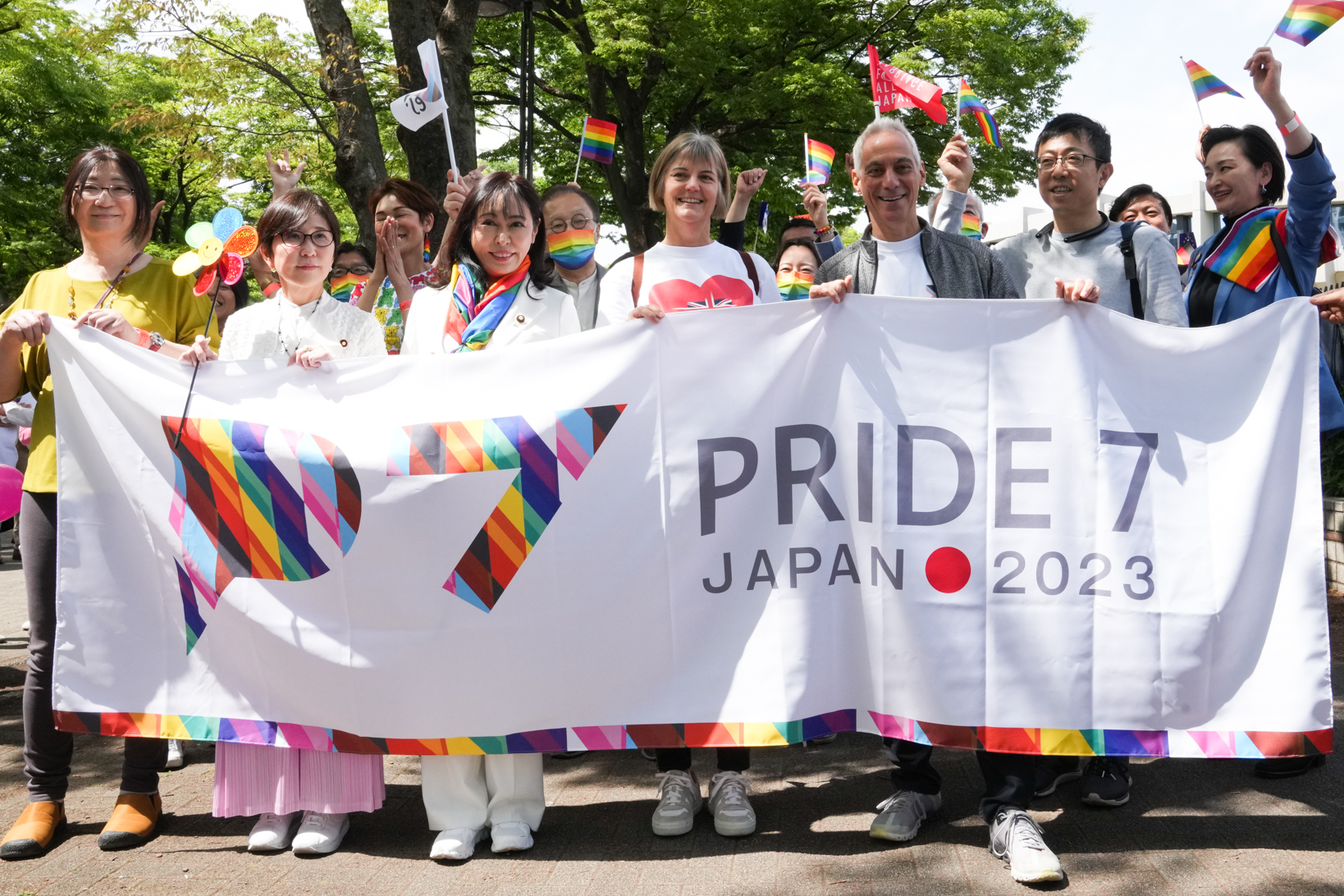
2023年、東京レインボープライドにてラーム・エマニュエル、稲田朋美らと

- 選択的夫婦別姓制度について菊田真紀子の質問に対して「女子差別撤廃委員会の最終見解も踏まえて第3次男女共同参画基本計画で、婚姻適齢の男女統一、選択的夫婦別氏制度の導入等の民法改正について引き続き検討を進めるとされている。自民党の公約では、民主党が当時提出した法案には反対すると記載されている。子どもの姓がそれぞれ異なってしまう結果になることがさまざま議論されたと記憶している。いずれにしても女性がしっかりと社会で活躍できるような制度が必要であると思っている」と大臣として答弁した[35][36]。

- 選択的夫婦別姓制度の導入についての各メディアのアンケートの結果は以下のとおり。
  - 2019年 - 朝日新聞社には「どちらとも言えない」と回答[33]。
  - 2025年 - 日本テレビには「どちらとも言えない」と回答[37]。

- 同性婚を可能とする法改正についての各メディアのアンケートの結果は以下のとおり。 
  - 2019年 - 朝日新聞社には「どちらとも言えない」と回答[33]。
  - 2025年 - NHKには回答しなかった[34]。
  - 2025年 - 日本テレビには「どちらとも言えない」と回答[37]。

### 原子力発電
- 2006年の福島県知事選挙に際しては、原子力発電所の稼働を推進する考えを表明した[38]。
- 2011年7月25日の衆議院東日本大震災復興特別委員会で、3月11日の東北地方太平洋沖地震をきっかけに水素爆発（福島第一原子力発電所事故）を起こした福島第一原子力発電所について、日本共産党の吉井英勝による危険性の指摘を受けていたことについての自民党の責任を高橋千鶴子に問われ、「大きな責任があるというふうに思っております。政権与党として長年、原子力政策を進めてまいりました。その結果としてこのような事故が起きたと思っております。我が党には重大な、深刻な責任があるというふうに思っております」「我が党は、歴史をさかのぼって、一体どこが間違っていたのか、真摯に反省し、検証し、国民の皆様におわびをしなければいけないと思っております」と答えた[39][40]。

### その他
- 少子化担当大臣時代に新しい子ども、子育て支援新制度が作られ、関連三法の改正がおこなわれた[41]。関連三法は2012年8月に成立した「子ども・子育て支援法」、「認定こども園法の一部改正」、「子ども・子育て支援法及び認定こども園法の一部改正法の施行に伴う関係法律の整備等に関する法律」である。

- 「治安維持のためプライバシーや個人の権利の制約は当然だ」との問題提起に対し、2019年の朝日新聞社のアンケートで「どちらとも言えない」と回答[33]。

- アベノミクスについて、2019年の朝日新聞社のアンケートで「評価する」と回答[33]。

- 消費税率を10％より高くすることについて、2019年の朝日新聞社のアンケートで「どちらとも言えない」と回答[33]。

- 2011年5月26日、東日本大震災の被災地で10人以上が餓死したとの情報を南相馬市の医師から受けたとして国会で厚生労働副大臣小宮山洋子に質問した[42][43]。NHKも、日本法医学会が遺体の死因を調べたことを元にこれを断定的に報じた。しかし学会理事で千葉大大学院教授の岩瀬博太郎は遺体を解剖していないとして餓死した疑いの認識を否定した[44]。

- 第2次安倍内閣では特定秘密保護法案担当大臣も務めており、「西山事件のような例は処罰対象になる」と述べた[45]。

## 発言

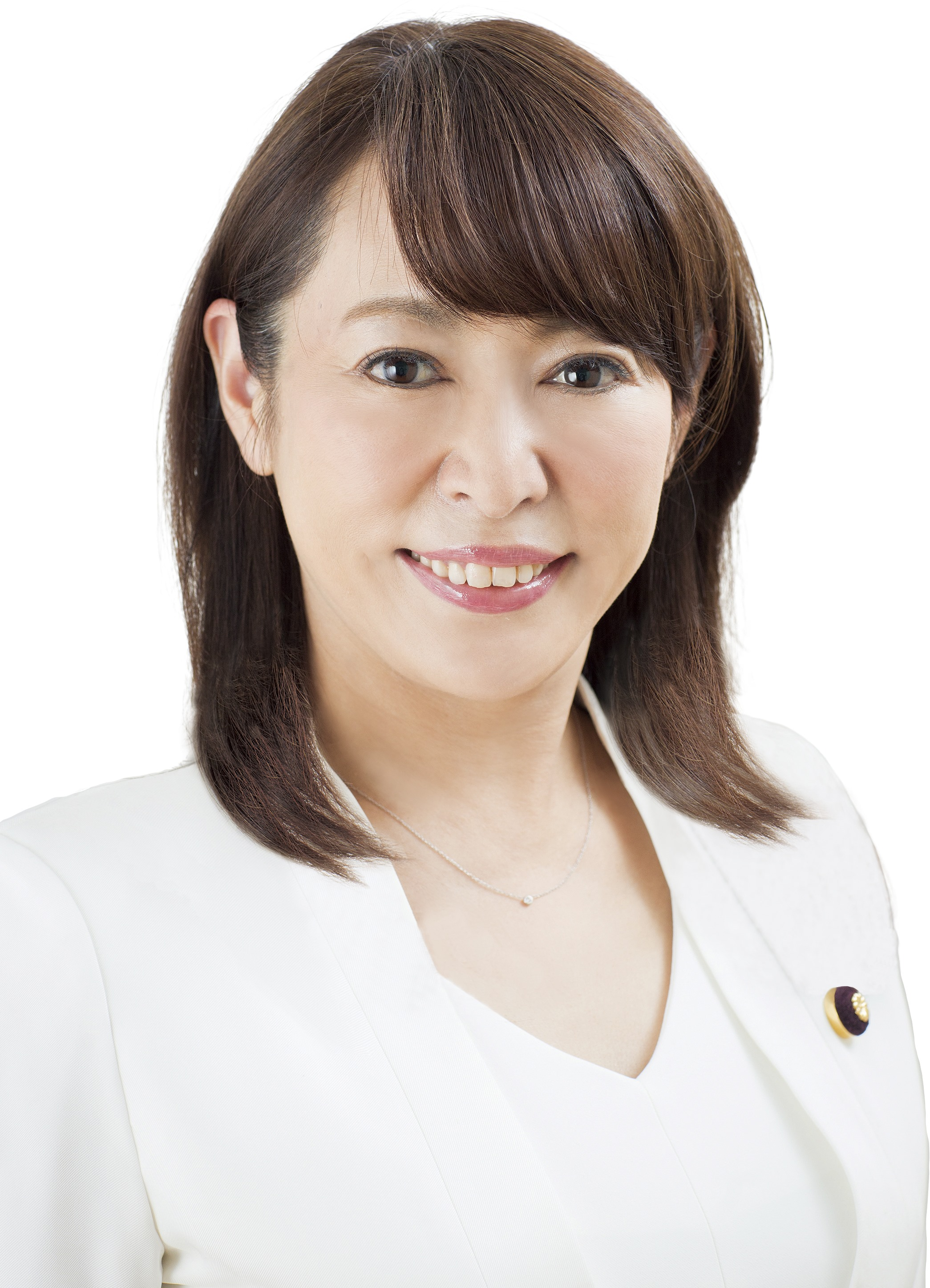
2019年の法務大臣就任時に公表された肖像写真

### カルロス・ゴーンの国外逃亡に関する発言
カルロス・ゴーンの国外逃亡後、2020年1月5日に一連の事態についてコメントを発表した。同年1月8日のレバノンでのゴーンの記者会見を受けて、法務大臣として記者会見で対抗発言を行い、翌1月9日には同趣旨のコメントを発表した。会見内容を巡っては国内外で批判がなされ、森はSNSで「無罪の『主張』と言うところを『証明』と」発言してしまったと訂正した。

### 東日本大震災時の福島地検いわき支部に関する発言
2020年3月9日、参議院予算委員会の小西洋之参議院議員の質疑において、「東日本大震災のとき、検察官は福島県いわき市から市民が避難していない中で最初に逃げた。身柄拘束中の十数人を理由なく釈放した」と答弁し、波紋を呼んだ。11日、参議院予算委員会において、森はこの答弁について「不適切だった」と述べ、答弁を撤回した。12日、反発した野党が衆参両院の審議を拒否し、各委員会や本会議が開かれない事態となった。立憲民主党の安住淳国対委員長は「森まさこ法相は自分の部下ともいえる組織に対して誹謗中傷した。当時、福島地検で働いていた人たちを愚弄する発言だ。」と述べ、森を批判した。同日、安倍晋三首相が森を首相官邸に呼び、厳重注意した。16日、参議院予算委員会の金子原二郎委員長は「事実と異なる答弁を行ったことは、極めて遺憾だ」などとし、森に対して厳重注意した。
東日本大震災時における福島地検いわき支部の動向
福島地検いわき支部は2011年3月15日、刑事訴訟法に基づく手続きを経て勾留中の容疑者12人を処分保留で釈放した。福島地裁郡山支部の要請を受け、同支部は16日から23日の8日間、庁舎を一時閉鎖し、その間職員は郡山支部に移っていた。釈放された者の中には窃盗事件の容疑者や強制わいせつ事件の容疑者も含まれていた。法務省は釈放の理由について「容疑者の身体の安全の確保が求められる一方、勾留期間内に関係者を呼び出し、取り調べを行うなど所要の捜査を遂行することが困難となっていた」と説明している。15日の時点で政府はいわき市の一部など原発から30キロ以内の住民に屋内退避を呼びかけており、その時点でいわき市内の一部の市民が自主的に避難していたとされている。一方でいわき市のほとんどは避難区域ではなく、避難せずに住んでいた人々もいた。釈放後に再犯した者がおり、ジャーナリストの門田隆将によると、いわき市民は激怒したとされる。森はいわき市出身の福島選挙区選出議員として、当時から「逃げた」との表現を用いて国会で繰り返し検察を批判していた。当時の江田五月法相は釈放について、「地域の皆さまに心配をかけたことは、率直におわびしなければならない」と謝罪し、後に福島地方検察庁の中村明検事正は事実上の更迭となった。

### 財務省官僚から「総理に質問するのはちょっと勘弁してください」と圧力
2025年3月5日、参議院の予算委員会にて、福島復興財源の防衛省予算転用、今後の復興財源の地元負担化について、総理に質問しようとしたところ、財務省がとんできて「ちゃんとやりますから、どうか総理に質問するのはちょっと勘弁してください」と言われたと審議の場で暴露した。
なお、森氏は取材に対し「今後も財務省が何をして来ようが復興財源について国会議員の質問権を貫き通す覚悟」と回答している。

## 人物・不祥事

### 統一教会との関係
- 2018年11月11日、世界平和統一家庭連合（旧統一教会）福島教区が主催するイベント「東日本大震災 福島復興三千名祈願祭」が郡山市で開催。日本統一教会会長の徳野英治が特別講演した同イベントに森は登壇し、演説した[71][72]。
- 2019年、参議院議員選挙が公示される少し前、いわき市にある統一教会の施設で信者を相手に演説し、選挙の支援を働きかけた[71]。
- 2022年3月、統一教会の関連団体「世界平和女性連合」の創立30周年記念総会に祝電を出した[73]。
- 2022年7月8日、安倍晋三が奈良市で射殺される事件が発生した[74]。事件後、統一教会と自民党との繋がりがメディアで取り沙汰される中、自民党幹事長の茂木敏充は7月26日の会見で「統一教会と自民党は組織的な関係は一切ない」と断言した[75]。そうした中、ネット上では、Google ストリートビューを用いて、統一教会関連の施設を確認し、建物に張ってある自民党議員のポスターを探す作業がTwitterなどを通じて広まった。作業の過程で、いわき市のいわき家庭教会の玄関内に森のポスターが貼られていたことが判明した[76][77][71]。
- 2022年7月から8月にかけて、共同通信社は、全国会議員712人を対象に、統一教会との関わりを尋ねるアンケートを実施。8月31日に各議員の回答の全文を公表した。岸田文雄首相は8月8日の自民党臨時役員会で、統一教会をめぐり「政治家の責任で関係をそれぞれ点検し、適正に見直してもらいたい」と述べ、党所属国会議員全員に通達するよう指示[78]しながらも、自身はアンケートに答えることを拒否した。森もアンケートに答えることを拒否した[79][80]。

### 政治資金パーティー収入の裏金問題
- 自民党5派閥が開いた政治資金パーティーをめぐる問題で、自民党は2024年2月13日、党所属のすぺての国会議員らを対象に実施したアンケートの集計結果を公表した。森はノルマの超過分に対する清和政策研究会（安倍派）からのキックバックとして、2018年から2022年にかけての5年間で計282万円を裏金にしていたことが明らかとなった[81]。
- 同年4月4日、自民党は不記載が500万円未満で処分の対象にならなかった森らを幹事長注意とした[82]。
- 同年5月14日、衆議院政治倫理審査会は、裏金事件に関与しながら同審査会で弁明していない自民党議員44人に出席と説明を求める野党の申立てを全会一致で可決した[83]。同月17日、参議院政治倫理審査会も同様に、弁明していない議員29人に出席と説明を求める申立てを全会一致で可決した[84]。森を含む関係議員73人は全員出席を拒否し、6月23日に通常国会は閉会した[85]。

### ブライダル補助金12億円を森まさこの地元限定で利益誘導疑惑
- 2022年8月22日、森はX（旧ツイッター）に「先日、経産省サービス産業課よりレクを受けました。議連の要望が叶い新設されたブライダル補助金の第一次、第二次公募の結果について報告を受け、夏の概算要求に向けた対応も説明を受けました。これを受けて秋に議連を開いて議論して参りたいと思います」と投稿した[86]。その後、森が代表を務める自民党福島県参議院選挙区第4支部が、ブライダル大手のテイクアンドギヴ・ニーズから100万円の寄付を受けていたことが発覚し、癒着関係に批判が集まった[86][87]。
- 森がアピールした「特定生活関連サービスインバウンド需要創出促進・基盤強化事業」は、少子化や新型コロナ禍が直撃したブライダル産業活性化のため、海外のカップルを呼び込み、日本で結婚式を挙げさせて、産業や地域を活性化するものであり、2022年度補正予算案で12億円が計上された[87][88]。
- ブライダル補助金の審査基準として「少子化対策に貢献できる事業か。少子化対策に貢献することは、海外需要のみならず、国内需要創出への裨益を狙う観点でも重要」と示されていて、岸田政権の「異次元の少子化対策」予算に含まれている[88]。
  - 異次元の少子化対策といっているが、実態は、外国人の結婚式の補助金に使われていた。
  - 作家でジャーナリストの門田隆将は「私達の税金は国民の為でなく特定の業界の為に消えていく。ブライダル補助金とは、外国人に日本で挙式して貰う〝業界の為の〟制度。『前代未聞のアホな制度』というのはその通り。だが森まさこ総理補佐官はブライダル利権で献金ゲット」などと、自身のＸ（旧ツイッター）で発信した[87]。
- その後、「特定生活関連サービスインバウンド需要創出促進・基盤強化事業」は、東北地方に限定した補助金であることや、「福島和婚の海外発信による日本伝統文化と福島への啓蒙促進事業」という事業も採択されていて、森の地元である福島県限定の事業にブライダル補助金が使われていることが発覚した[88]。

### 長女とその友人一行を首相官邸に招待
- 2023年8月末に森が司法修習生の長女とその友人一行を首相官邸に招待し、“見学ツアー”をしていたことを週刊文春が報じた[89][90]。文春は、「首相補佐官の立場を使った私的利用ではないか」と指摘した[89]。また招待されなかった司法修習生から「不公平ではないか」との声も上がっている[90]。
- 同年、岸田文雄が首相官邸で忘年会を開き、不適切な写真を撮影したことで批判が集まり、首相秘書官を務めていた岸田の長男が辞任する事態に発展した中での、森による首相官邸見学ツアー開催だった[91]。

### その他
- 2016年2月、企業の女性幹部らが集まるシンポジウムの歓迎会で、当時の安倍晋三首相は稲田朋美とともにきわめて有力な総理候補者と答えた[92]。
- 「自身が苦学して法曹に進んだためか、他者に求める水準が高い一方で、特定秘密保護法案の主務大臣として、メディアからの出演要請に関し、拒否するなど肝心要なシーンにおいての芯の弱さがある」とプレジデントは森について論評した[93]。
- 森友問題で近畿財務局職員の赤木俊夫が自殺し、森友問題に関わった安倍昭恵が引きこもりとなった際には、東京後援会長を務める中村紀子とともに、山口県下関市の老舗割烹旅館「春帆楼」で安倍昭恵を慰める会を主催し、週刊文春にスクープされた[94]。

## 略歴

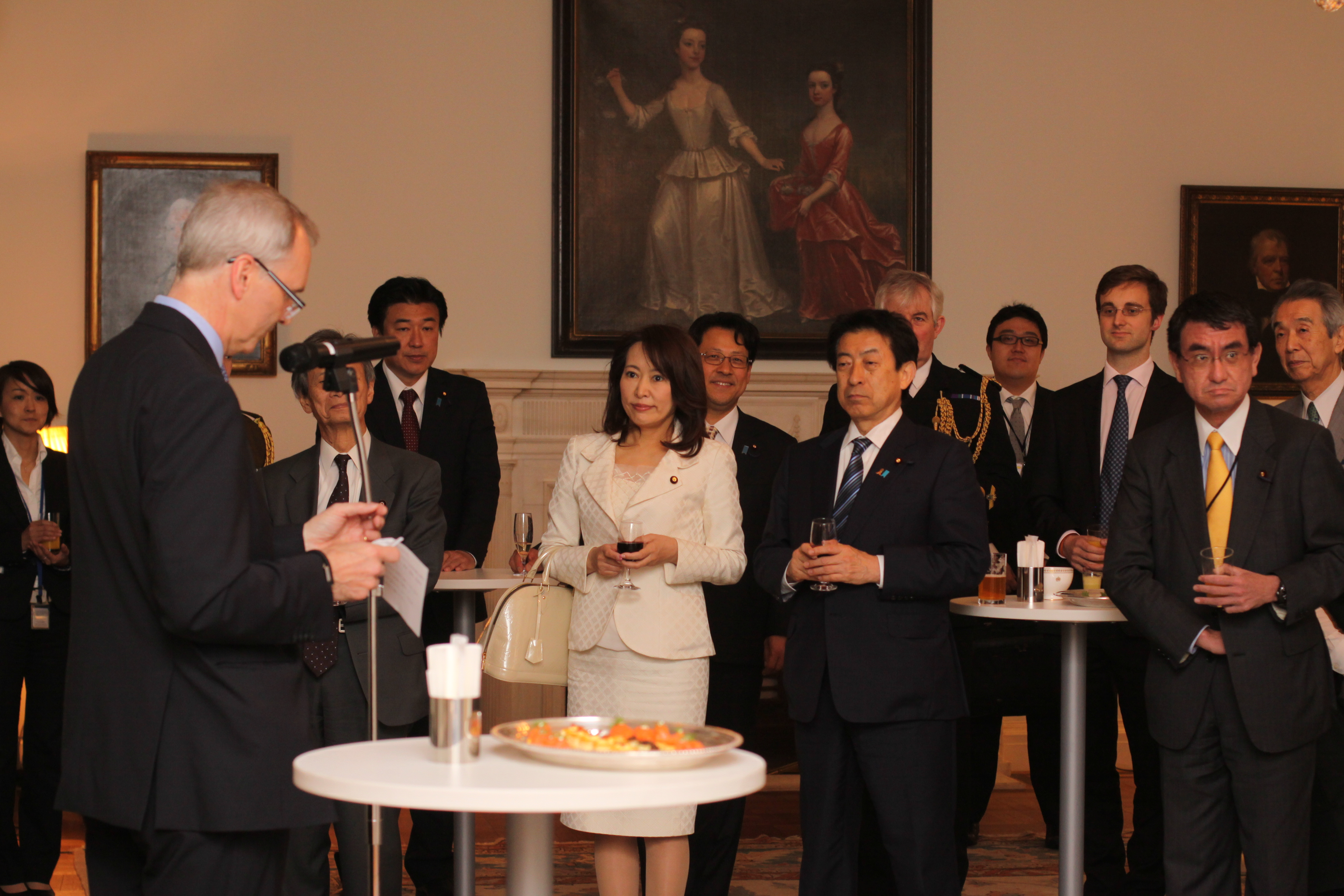
日本駐箚英国大使公邸にて日本駐箚英国特命全権大使ティモシー・ヒッチンズ（手前左）、参議院議員江田五月（中列左端）、厚生労働大臣塩崎恭久（中列右から2人目）、衆議院議員河野太郎（中列右端）らと（2015年4月1日）

- 1964年8月22日 - 福島県いわき市にて誕生。
- 1988年3月 - 東北大学法学部卒業。
- 1995年 - 弁護士登録。
- 1999年 - ニューヨーク大学法科大学院客員研究員。
- 2005年 - 金融庁総務企画局課長補佐。
- 2006年 - 金融庁検査局金融証券検査官。福島県知事選挙落選。
- 2007年7月 - 第21回参議院議員通常選挙当選（1期目）。
- 2009年 - 自由民主党政務調査会法務部会部会長。
- 2010年 - 自由民主党副幹事長。
- 2011年 - 参議院法務委員会理事、同東日本大震災復興特別委員会理事。
- 2012年
  - 11月 - 参議院行政監視委員長。
  - 12月26日 - 第2次安倍内閣で内閣府特命担当大臣（消費者及び食品安全、少子化対策、男女共同参画）。
- 2013年
  - 7月 - 第23回参議院議員通常選挙当選（2期目）。
  - 9月 - 特定秘密保護関連担当大臣（内閣府特命担当大臣 兼務）。
- 2015年 - 自由民主党政務調査会環境部会部会長。
- 2016年 - 参議院環境委員長。
- 2019年
  - 7月 - 第25回参議院議員通常選挙当選（3期目）。
  - 10月 - 法務大臣。
- 2021年
  - 11月 - 第2次岸田内閣で総理大臣補佐官（女性活躍担当）。
- 2023年
  - 2月 - 第2次岸田第2次改造内閣で総理大臣補佐官（LGBT理解増進担当）。
- 2025年
  - 7月 - 第27回参議院議員通常選挙当選（4期目）。

## 所属団体・議員連盟
- 神道政治連盟国会議員懇談会[95]
- 自民党たばこ議員連盟[96][97]
- 日本教職員組合問題究明議員連盟
- TPP交渉における国益を守り抜く会

## 支援団体
- 全国たばこ販売政治連盟（組織推薦候補者）[96]
- 神道政治連盟[98]

## 選挙歴
| 当落 | 選挙                     | 執行日         | 年齢 | 選挙区       | 政党       | 得票数     | 得票率 | 定数 | 得票順位 /候補者数 | 政党内比例順位 /政党当選者数 |
| ---- | ------------------------ | -------------- | ---- | ------------ | ---------- | ---------- | ------ | ---- | ------------------ | ---------------------------- |
| 落   | 2006年福島県知事選挙     | 2006年10月26日 | 42   | ーー         | 無所属     | 39万5950票 | 41.0%  | 1    | 2/5                | /                            |
| 当   | 第21回参議院議員通常選挙 | 2007年07月29日 | 42   | 福島県選挙区 | 自由民主党 | 37万2857票 | 36.95% | 2    | 2/4                | /                            |
| 当   | 第23回参議院議員通常選挙 | 2013年07月21日 | 48   | 福島県選挙区 | 自由民主党 | 48万4089票 | 56.59% | 1    | 1/6                | /                            |
| 当   | 第25回参議院議員通常選挙 | 2019年07月21日 | 54   | 福島県選挙区 | 自由民主党 | 44万5547票 | 54.08% | 1    | 1/3                | /                            |
| 当   | 第27回参議院議員通常選挙 | 2025年07月20日 | 60   | 福島県選挙区 | 自由民主党 | 32万7951票 | 38.22% | 1    | 1/5                | /                            |